# 네트워크 결합 스토리지

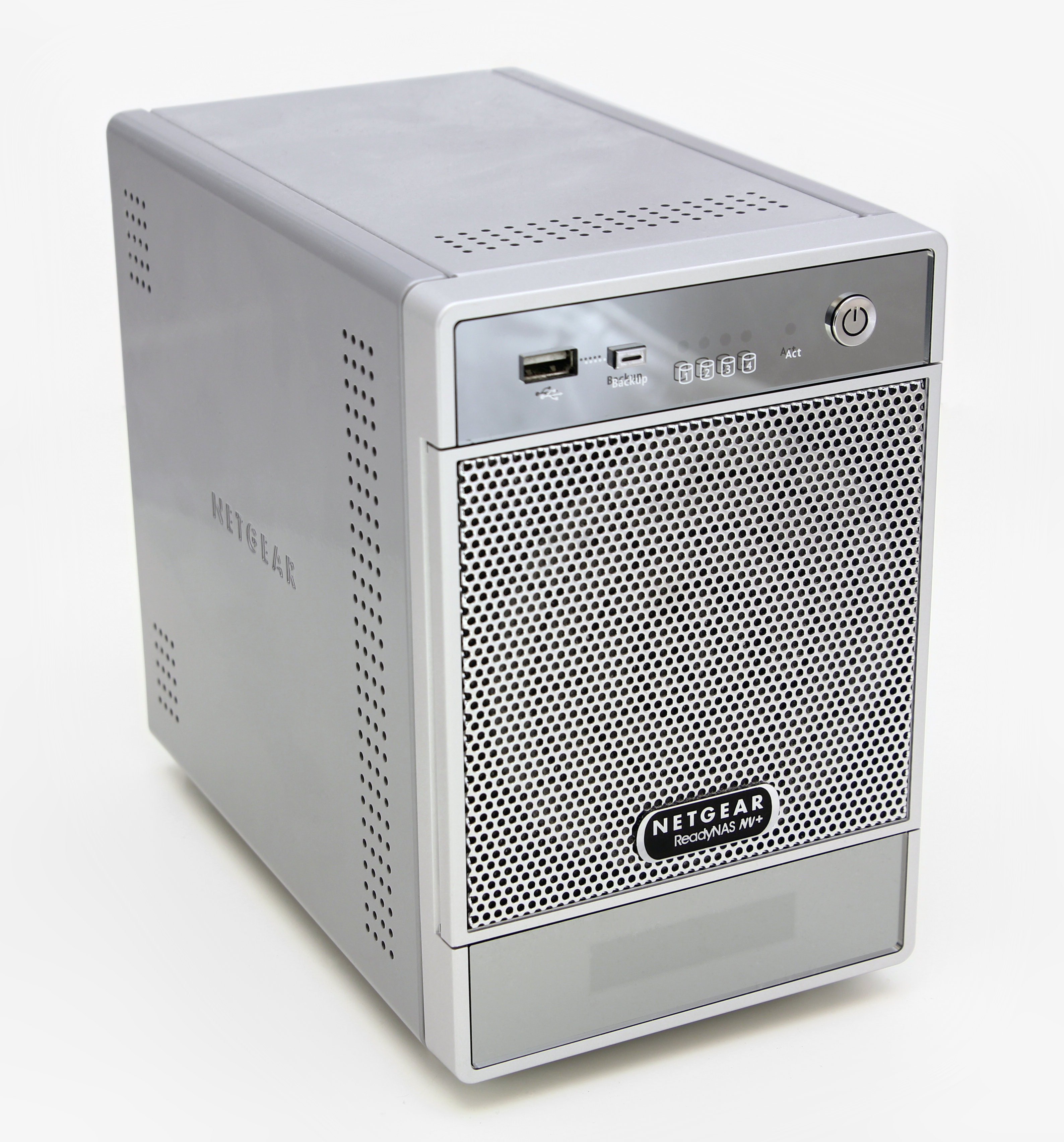
넷기어 NAS

네트워크 결합 스토리지(network-attached storage, NAS)는 컴퓨터 네트워크에 연결된 파일 수준의 컴퓨터 기억 장치이며 서로 다른 네트워크 클라이언트에 데이터 접근 권한을 제공한다.

## 클러스터 NAS
클러스터 NAS(clustered NAS)는 여러 대의 서버에서 동시에 실행되는 분산 파일 시스템을 이용한 NAS이다. 전통적인 NAS와 클러스터 NAS와의 주된 차이는 클러스터 노드나 기억 장치를 거쳐서 데이터와 메타데이터를 분산(이를테면 스트라이핑)시킬 수 있느냐이다. 잘 알려진 사용 제품으로는 GlusterFS와 IBM Scale-out File Services 그리고 러스터(Lustre) 파일 시스템이 있다.

## 같이 보기
- 스토리지 에어리어 네트워크